# The Walkmen
The Walkmen er et indie rock-band fra USA.

## Diskografi
- Everyone Who Pretended to Like Me Is Gone (2002)
- Bows + Arrows (2004)
- You & Me (2008)
- Lisbon (2010)

| Musikgruppe | Spire Denne artikel om en amerikansk musikgruppe er en spire som bør udbygges. Du er velkommen til at hjælpe Wikipedia ved at udvide den. |